# Medaile za evropsko-africko-středovýchodní tažení
Medaile za evropsko-africko-středovýchodní tažení  (anglicky European–African–Middle Eastern Campaign Medal) je vojenské vyznamenání Spojených států amerických založené roku 1942. Udíleno bylo příslušníkům ozbrojených sil USA, jež sloužili v Evropě, Severní Africe či na Středním východě v letech 1941 až 1946.

## Historie
Medaile byla založena prezidentem Franklinem D. Rooseveltem výkonným nařízením Executive Order 9265 ze dne 6. listopadu 1942. Její zřízení bylo oznámeno ve War Department Bulletin 56. Od svého založení po celou druhou světovou válku byla udílena pouze jako stužka a byla známa pod názvem „Stužka EAME“.
Návrh na vzhled medaile byl předložen Komisi výtvarných umění dne 17. září 1946 a první vzorek byl vyroben v červenci 1947. Prvním komu byla plná medaile předána byl armádní generál Dwight D. Eisenhower. Udělena mu byla za jeho službu vrchního velitele spojeneckých expedičních sil během druhé světové války dne 24. července 1947.
Přední stranu medaile navrhl Thomas Hudson Jones. Zadní strana medaile byla navržena Adolphem Alexanderem Weinmanem a stejný motiv je použit i na zadní straně Medaile za asijsko-pacifické tažení a na zadní straně Medaile za americké tažení.

## Pravidla udílení
Vyznamenání bylo udíleno za službu v oblasti vymezené západní hranicí, která se táhla od severního pólu na jih podél 75. poledníku západní délky k 77. rovnoběžce severní šířky, dále na jihovýchod přes Davisovu úžinu na křižovatku 40. rovnoběžky severní šířky a 30. poledníku západní délky, dále jižně podél tohoto poledníku k 10. rovnoběžce severní šířky, odtud na jihovýchod k průsečíku rovníku a 20. poledníku západní délky, dále podél tohoto poledníku na západ k jižnímu pólu. Východní hranice se táhla od severního pólu na jih podél 60. poledníku východní délky k jeho průsečíku s východní hranicí Íránu, odtud podél této hranice k Ománskému zálivu, dál jižně podél tohoto poledníku k jižnímu pólu. Rozhodným obdobím byla služba v této oblasti mezi 7. prosince 1941 a 2. březnem 1946.
Mezi oficiálně uznávané kampaně americké armády ve vymezené oblasti patří:
- Egypt-Libya: 11. června 1942 až 12. února 1943
- Air Offensive, Europe: 4. července 1942 až 5. června 1944
- Algeria-French Morocco: 8. listopadu 1942 až 11. listopadu 1942
- Tunisia: 12. listopadu 1942 až 13. května 1943
- Sicily: 14. května 1943 až 17. srpna 1943
- Naples-Foggia: 18. srpna 1943 až 21. ledna 1944
- Anzio: 22. ledna 1944 až 24. května 1944
- Rome-Arno: 22. ledna 1944 až 9. září 1944
- Normandy: 6. června 1944 až 24. července 1944
- Northern France: 25. července 1944 až 14. září 1944
- Southern France: 15. srpna 1944 až 14. září 1944
- Northern Apennines: 10. září 1944 až 4. dubna 1945
- Rhineland: 15. září 1944 až 21. března 1945
- Ardennes-Alsace: 16. prosince 1944 až 25. ledna 1945
- Central Europe: 22. března 1945 až 11. května 1945
- Po Valley: 5. dubna 1945 až 8. května 1945

Pro příslušníky americké armády, kteří nezískali kredit za výše uvedená tažení, ale přesto v aktivní službě působili v asijsko-pacifické oblasti, byly zavedeny hromadná tažení, za které bylo možné medaili získat.
- protiponorkové boje: 7. prosince 1941 až 8. května 1945
- pozemní boje: 7. prosince 1941 až 8. května 1945
- letecké boje: 7. prosince 1941 až 8. května 1945

Mezi 9 oficiálně uznávaných kampaní amerického námořnictva ve vymezené operační oblasti patří:
- North African occupation: spojenecké vylodění v Severní Africe
- Sicilian occupation: spojenecké vylodění na Sicílii
- Salerno landings: spojenecké vylodění v jižní Itálii
- West Coast of Italy operations (1944): spojenecké vylodění u Anzia a následná podpora tohoto předmostí
- Invasion of Normandy: spojenecké vylodění v Normandii
- Northeast Greenland operation
- Invasion of Southern France: spojenecké vylodění v jižní Francii
- Reinforcement of Malta: spojenecké konvoje podporující obleženou Maltu
- Escort, antisubmarine, armed guard and special operations: 7. prosince 1941 až 2. září 1945

## Popis medaile
Medaile kulatého tvaru o průměru 35 mm je vyrobena z bronzu. Na přední straně je vyloďovací člun a vyloďující se vojáci. V pozadí je letoun. V horní části je nápis EUROPEAN AFRICAN MIDDLE EASTERN CAMPAIGN. Na zadní straně je orel se složenými křídly. Vlevo od něj jsou data 1941 a 1945. Vpravo je nápis UNITED STATES OF AMERICA.
Zleva se stuha skládá z pruhu hnědé barvy širokého 4,8 mm, který symbolizuje africké písky, třech proužků v zelené, bílé a červené barvě širokých 1,6 mm a symbolizujících Itálii, zeleného pruhu širokého 6,4 mm symbolizujícího zelená evropská pole, třech proužků širokých 1,1 mm v barvě modré, bílé a červené, jež byly převzaty ze stužky Medaile za službu v americké obraně, zeleného pruhu širokého 6,4 mm, třech proužků širokých 1,6 mm v barvě bílé, černé a bílé zastupující Německo a hnědého proužku širokého 4,8 mm.
V případě služby během více vymezených kampaní, se na stuze nosí služební hvězdičky (bronzová za 1 kampaň, stříbrná za 5 kampaní). Pro příslušníky námořnictva, kteří sloužili u jednotek námořní pěchoty je možné s medailí nosit insignii Fleet Marine Force Combat Operation Insignia. Insignie arrowhead byla určena pro ty, kteří se účastnili tažení, jež zahrnovalo i obojživelné vylodění či výsadek.